# Wapen van Est en Opijnen

Wapen van Est en Opijnen

Het wapen van Est en Opijnen toont het wapen van de voormalige gemeente Est en Opijnen. De gemeente werd met het wapen bevestigd bij Koninklijk Besluit op 27 december 1884. De omschrijving luidt:
"Gevierendeeld; het eerste en vierde kwartier van zilver beladen met 2 gekanteelde balken van keel, vergezeld van eene barensteel van lazuur; het tweede en derde kwartier van keel beladen met 3 palen van vair, waarboven in goud een uitkomende leeuw van keel. (Randschrift 'GEMEENTEBESTUUR VAN EST EN OPIJNEN' in sabel op een lint van zilver.)"

## Geschiedenis
Het wapen met de barensteel lijkt afkomstig te zijn van het geslacht Van Arkel. Het huis en de heerlijkheid Opijnen waren een leen van het huis Waardenburg. Rudolph I de Cock had op 5 augustus 1265 bezittingen geruild met graaf Otto II van Gelre; de dorpen Hiern, Neerijnen en Opijnen tegenover Rudolphs bezittingen in Rhenoy. Lang bleef het een bezit van het geslacht Cock van Opijnen tot Hillegond de Cock van Opijnen in de eerste helft van de 16e eeuw met Johan van Masschereel trouwde. Het wapen met de kleuren van Châtillon komt dan ook veel voor in de omgeving, het kwam voor in de wapens van Haaften, Ophemert, Est en Waardenburg.  Op 1 januari 1978 werden de gemeente Haaften, Waardenburg, Est en Opijnen, Varik en Ophemert samengevoegd tot een nieuwe gemeente Neerijnen. Het paalvair van de familie De Cocq van Haaften werd opgenomen in het wapen van Neerijnen.

## Afbeeldingen

De Cocq van Opijnen
Van Arkel
Wapen van Neerijnen

Aalst · 
Ammerzoden · 
Angerlo · 
Appeltern · 
Batenburg · 
Beesd · 
Beltrum · 
Bemmel · 
Bergharen · 
Bergh · 
Beusichem · 
Borculo · 
Brakel · 
Buurmalsen · 
Deil · 
Didam · 
Dinxperlo · 
Dodewaard ·
Doornspijk ·
Dreumel ·
Driel ·
Echteld ·
Eibergen ·
Elst ·
Est en Opijnen ·
Everdingen ·
Ewijk ·
Gameren ·
Geesteren · 
Geldermalsen · 
Gendringen · 
Gendt ·
Groenlo ·
Groesbeek ·  
Haaften ·
Hedel ·
's-Heerenberg ·
Heerewaarden ·
Hemmen ·
Hengelo ·
Herwen en Aerdt ·
Herwijnen ·
Heteren ·
Heukelum ·
Hoevelaken ·
Horssen ·
Huissen ·
Hummelo en Keppel ·
Hurwenen  ·
Kerkwijk ·
Keppel ·
Kesteren ·
Laren · 
Lichtenvoorde ·
Lienden ·
Lingewaal · 
Maurik ·
Millingen aan de Rijn ·
Nederhemert ·
Neede ·
Neerijnen ·
Netterden ·
Niftrik ·
Nijbroek ·
Ophemert ·
Overasselt ·
Pannerden ·
Poederoijen · 
Renkum ·
Rijnwaarden ·
Rossum ·
Ruurlo ·
Steenderen ·
Terborg ·
Twello ·
Ubbergen ·
Valburg ·
Varik ·
Vorden ·
Vuren ·
Waardenburg ·
Wadenoijen ·
Wamel ·
Wehl ·   
Warnsveld ·
Wisch ·
Zeddam ·
Zelhem ·
Zoelen ·
Zuilichem 

Dorps-, heerlijkheids- en stadswapens: 

Acquoy 
· Baak 
· Barlham 
· Bredevoort 
· Doreweerd 
· Elden
· Enspijk 
· Gellicum 
· Groessen 
· Hakfort 
· Hellouw 
· IJzendoorn 
· Kell  
· Lede en Oudewaard 
· Lichtenberg 
· Loil 
· Maasbommel 
· Meijnerswijk 
· Meteren 
· Middagten 
· Rhenoy 
. Rumpt
· Tricht 
· Verwolde 
· Wildenborch